# Amy Schumer
Amy Beth Schumer (New York, 1 juni 1981) is een Amerikaans actrice, scenarioschrijfster en televisieproducent.

## Biografie
Amy Beth Schumer werd geboren in de Upper East Side, een wijk in het New Yorkse stadsdeel Manhattan, als de oudste van drie kinderen. Schumer werd joods opgevoed. Ze is een achternicht van politicus Chuck Schumer, de senior Senator voor de staat New York. In 1993 verhuisde Schumer naar Nassau County in Long Island en ging daar naar de middelbare school. Later verhuisde ze naar Baltimore in de staat Maryland, waar ze studeerde aan de Towson University. In 2003 behaalde ze haar Master of Arts-diploma. Vervolgens vertrok Schumer weer naar New York en werkte daar enkele jaren als serveerster in een restaurant.

## Carrière
Haar grote doorbraak kwam in 2011 bij het Comedy Central-programma Comedy Central Roast of Charlie Sheen. Sinds 2013 heeft Schumer haar eigen sketch programma bij Comedy Central, Inside Amy Schumer. Naast actrice is Schumer ook producent van de serie. In 2015 speelde Schumer haar eerste grote rol in de romantische komedie Trainwreck, ze verzorgde ook het script voor de film.

## Filmografie

### Films
| Jaar | Titel                                     | Rol             | Opmerkingen  |
| ---- | ----------------------------------------- | --------------- | ------------ |
| 2006 | Sense Memory                              | ?               | Korte film   |
| 2012 | Sleepwalk with Me                         | Amy             |              |
| 2012 | Price Check                               | Lila            |              |
| 2012 | Seeking a Friend for the End of the World | Lacey/Woman #1  |              |
| 2014 | Misery Loves Comedy                       | Haarzelf        | Documentaire |
| 2015 | Trainwreck                                | Amy Townsend    | Ook scenario |
| 2016 | Dying Laughing                            | Haarzelf        | Documentaire |
| 2017 | Snatched                                  | Emily Middleton |              |
| 2017 | Thank You for Your Service                | Amanda Doster   |              |
| 2018 | I Feel Pretty                             | Renee Bennett   |              |
| 2024 | IF                                        | Gummy Bear      | Stemrol      |

### Televisie
| Jaar       | Titel                                | Rol                                | Opmerkingen                                           |
| ---------- | ------------------------------------ | ---------------------------------- | ----------------------------------------------------- |
| 2007       | Live at Gotham                       | zichzelf                           | Episode: 2.6                                          |
| 2007       | Last Comic Standing                  | zichzelf                           | 7 episodes                                            |
| 2008       | Reality Bites Back                   | zichzelf                           | 7 episodes                                            |
| 2009       | Cupid                                | Heather                            | Episode: The Tommy Brown Affair                       |
| 2009       | 30 Rock                              | Styliste                           | Episode: Mamma Mia                                    |
| 2010       | John Oliver's New York Stand-Up Show | zichzelf                           | Episode: 1.4                                          |
| 2010       | Comedy Central Presents              | zichzelf                           | Episode: 14.14                                        |
| 2011       | Curb Your Enthusiasm                 | Teammate #2                        | Episode: Mister Softee                                |
| 2011       | Comedy Central Roast                 | Roaster                            | Tv-special                                            |
| 2012       | Delocated                            | Trish                              | 8 episodes                                            |
| 2012       | Louie                                | Diane (stem)                       | Episode: Barney/Never                                 |
| 2012       | Comedy Central Roast                 | Roaster                            | Tv-special                                            |
| 2012       | Amy Schumer: Mostly Sex Stuff        | zichzelf                           | Stand-up special                                      |
| 2012       | Dave's Old Porn                      | zichzelf                           | Episode: 2.3                                          |
| 2013–14    | Girls                                | Angie                              | 2 episodes                                            |
| 2013–heden | Inside Amy Schumer                   | zichzelf, verschillende personages | Ook bedenker, scenario, executive producer, regisseur |
| 2015       | 2015 MTV Movie Awards                | gastvrouw                          | Tv-special                                            |
| 2015       | BoJack Horseman                      | Irving Jannings (stem)             | Episode: Chickens                                     |
| 2015       | Saturday Night Live                  | gastvrouw                          | Episode: Amy Schumer/The Weeknd                       |
| 2015       | Amy Schumer: Live from the Apollo    | zichzelf                           | Stand-up special                                      |

- Bibsys: 1453362518058
- Biblioteca Nacional de España: XX5628703
- Gemeinsame Normdatei: 1081749873
- International Standard Name Identifier: 0000 0003 7142 7362
- Library of Congress Control Number: n2012039177
- MusicBrainz: d9c141e2-3285-4595-9723-b79472fc01a5
- Nationale Bibliotheek van Tsjechië: xx0216535
- Nationale Bibliotheek van Israël: 987007319124805171
- Nationale Bibliotheek van Polen: a0000003210253
- Nederlandse Thesaurus van Auteursnamen: 39806055X
- Système universitaire de documentation: 192870874
- Virtual International Authority File: 251034834
- WorldCat: E39PBJgt9D8WfqjjkTXG49QH4q